# Eyjafjarðarsveit

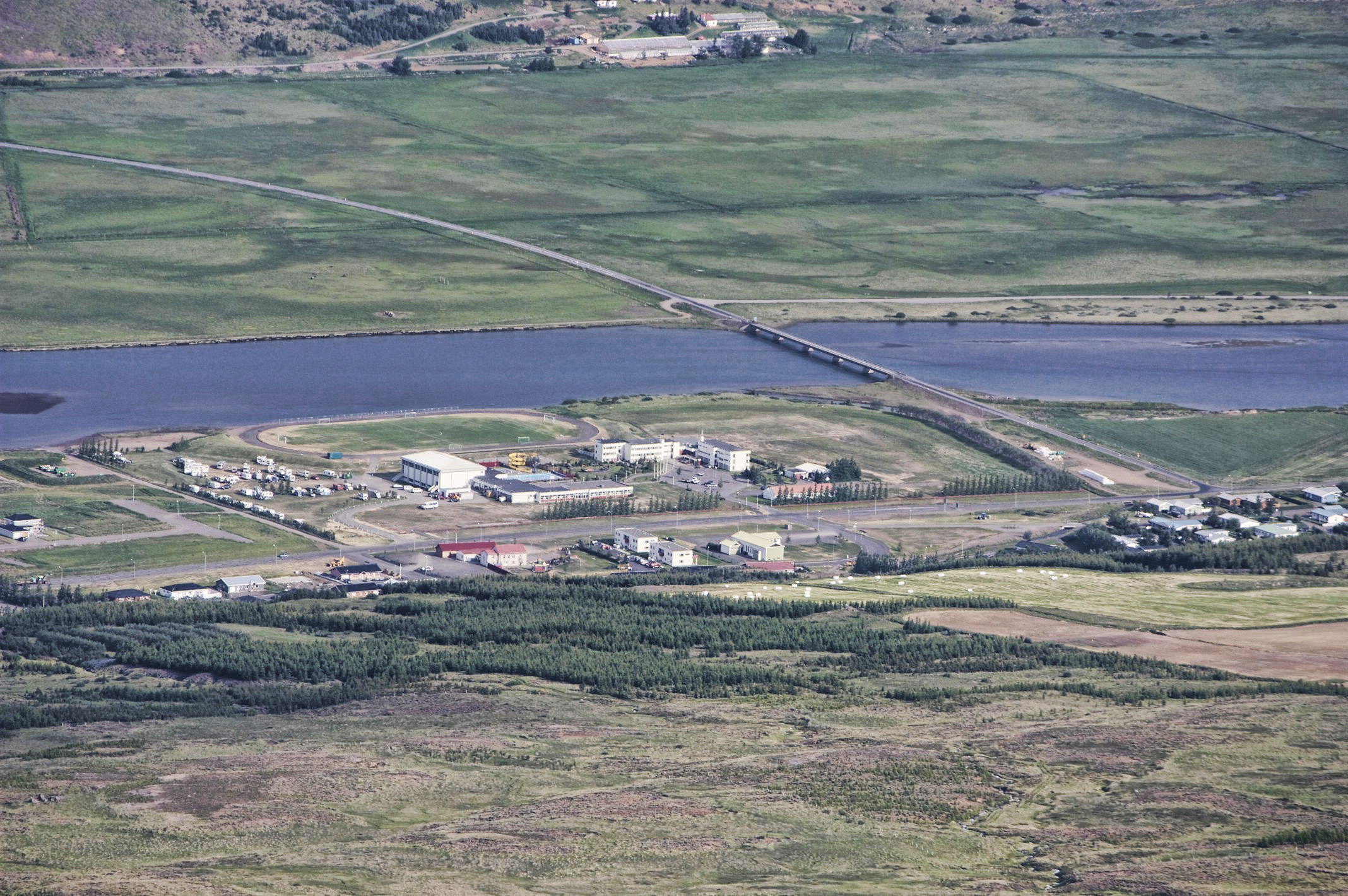
Hrafnagil

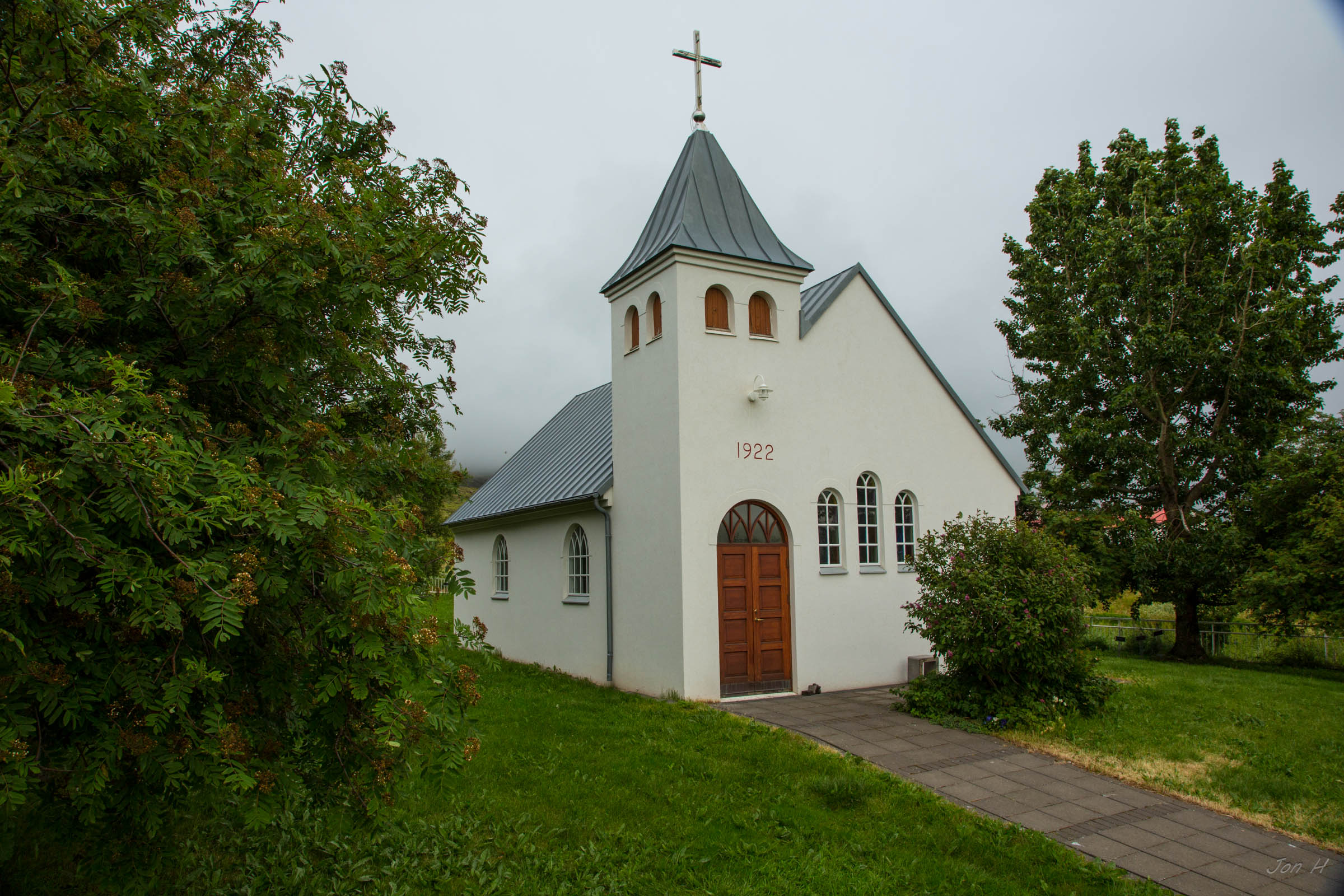
Kaupangskirkja

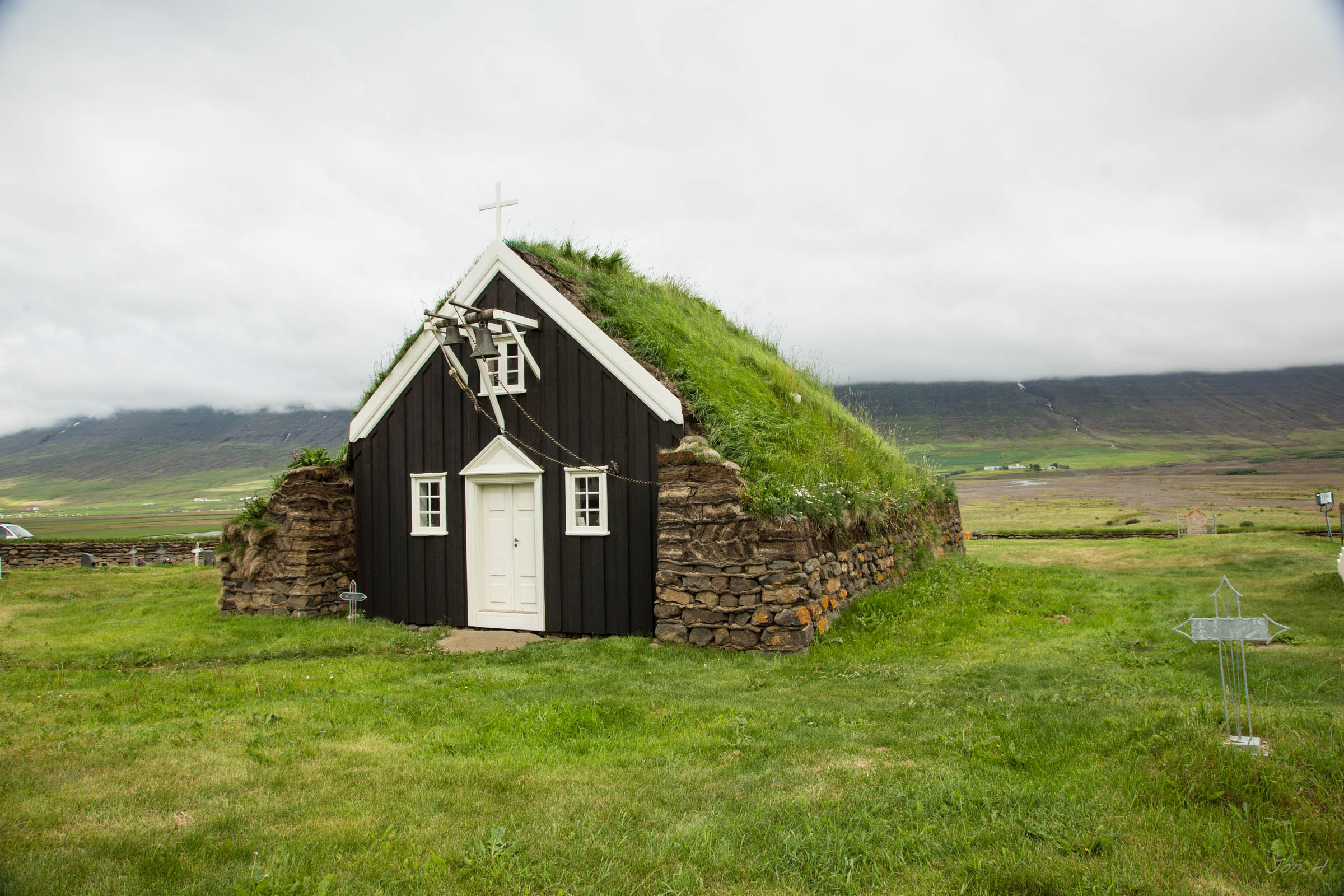
Saurbæjarkirkja

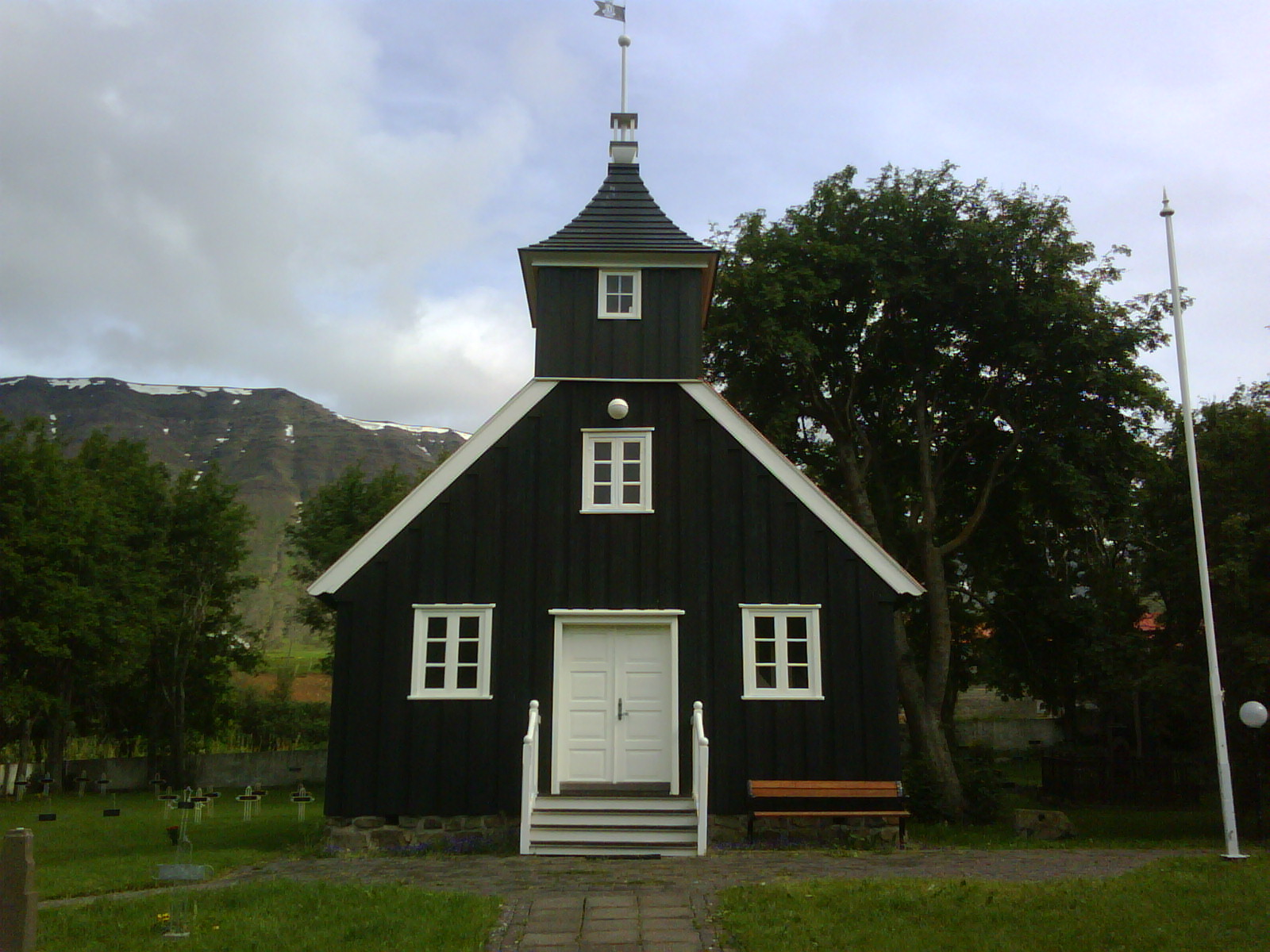
Munkaþverárkirkja

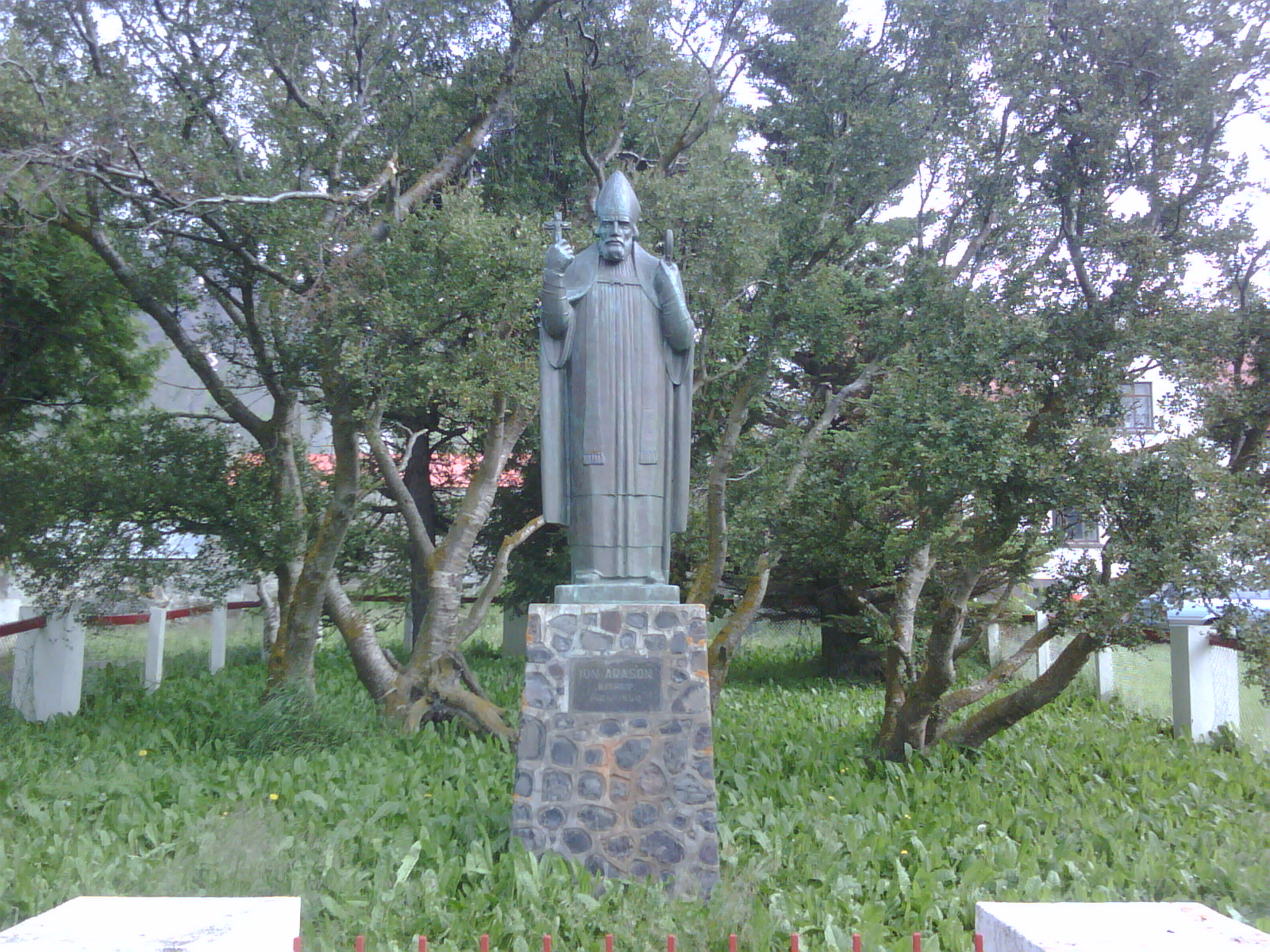
Jón Árason Denkmal auf dem Hof Munkaþverá

Die Gemeinde Eyjafjarðarsveit liegt im Norden Islands in der Region Norðurland eystra. Am 1. Januar 2023 hatte die Gemeinde 1171 Einwohner.

## Geografie
Die Gemeinde liegt im Tal Eyjafjarðardalur.
Die größeren Siedlungen sind Hrafnagil (355 Einwohner), Brúnahlíð (69 Einwohner) und Kristnes (34 Einwohner) (Stand: 1. Januar 2023).
Die nächstgrößere Stadt ist das nördlich am Talausgang gelegene Akureyri.

## Geschichte
Einer Eingemeindung nach Akureyri wurde in einem Referendum am 8. Oktober 2005 eine Absage erteilt. Die Gemeinde selbst entstand am 1. Januar 1991 durch den Zusammenschluss der Landgemeinden Hrafnagil (Hrafnagilshreppur), Saurbær (Saurbæjarhreppur) und Öngulsstaðir (Öngulsstaðahreppur).

## Einwohnerentwicklung
Wie bei vielen isländischen Gemeinden außerhalb der südwestlichen Regionen ist nach Stagnation oder gar Bevölkerungsrückgang wieder ein Wachstum zu verzeichnen.
| Jahr * | Einwohner |
| ------ | --------- |
| 1997   | 0928      |
| 2003   | 0958      |
| 2004   | 0993      |
| 2005   | 0978      |
| 2006   | 0998      |
| 2009   | 1039      |

* jeweils zum 1. Dezember 

## Kultur
In Eyjafjarðasveit gibt es sechs Kirchengemeinden.
Die Kaupangskirkja wurde 1922 mit 90 Sitzplätzen erbaut und 1988 renoviert. Urkundlich erwähnt wurde eine Kirche an dieser Stelle bereits 1318. Das Retabel wurde von dem isländischen Maler Þórarin B. Þorláksson (1867–1924) gestaltet.
Die Torfkirche Saurbæjarkirkja wurde auf Geheiß des Pastors Einar Thorlacius (1790–1870) 1858 mit 60 Sitzplätzen erbaut. Sie befindet sich seit 1961 in der Obhut des Isländischen Nationalmuseums. Unter ihr wurde 1959–1960 ein Keller angelegt, und 2003 wurde die Kirche renoviert. Das Kirchenschiff selbst ist ohne Wände 9,63 m lang und 5,33 m breit, mit den aus Torf und Bruchsteinen bestehenden Wänden zusammen hat die Kirche allerdings eine Länge von 10,80 m, an der Nordseite eine Breite von 2,20 m und an der Südseite von 1,70 m.
Die Hólakirkja auf dem Hof Hólar, eine Holzkirche von 1853, ist 10,58 m lang und 5,90 m breit und bietet 120 Menschen Platz. Seit 1990 steht sie unter Denkmalschutz. Über dem Altar befindet sich ein bemerkenswertes Triptychon, dessen Flügel beidseitig bemalt sind: Dargestellt sind das Letzte Abendmahl, Jesus im Garten Getsemane, Jesus mit der Dornenkrone, Jesus am Kreuz und die Auferstehung.
Die Grundarkirkja auf dem traditionsreichen Hof Grund, wo bereits vor der Reformation eine dem hl. Laurentius geweihte Kirche stand, wurde 1904–1905 von dem Landwirt Magnús Sigurðsson auf eigene Kosten erbaut und gilt als eine der prachtvollsten Kirchen Islands. Verschiedene Kunstgegenstände, die der Kirche gehören, werden im Isländischen Nationalmuseum in Reykjavík aufbewahrt, z. B. ein Kelch aus dem 15. Jahrhundert. Das Kirchenschiff, das bemerkenswerterweise in Nord-Süd-Richtung erbaut wurde, ist mit einer Länge von 17,15 m und einer Breite von 8,98 m relativ groß, und der Vorbau unter dem Turm ist 4,42 m lang und 5,23 m breit.
Die Munkaþverárkirkja ist eine Holzkirche von 1844 (160 Sitzplätze), die 1985–1988 renoviert wurde. Sie befindet sich auf dem Gehöft Munkaþverá, wo von 1155 bis zur Einführung der Reformation auf Island 1550 ein Kloster bestand. Eine Statue auf dem Friedhof erinnert an Jón Árason, den letzten katholischen Bischof Islands, der ein Schüler des Klosters war und später noch häufig zu Besuch hier weilte.
Die Möðruvallakirkja wurde 1847 erbaut, 1848 geweiht und 1972 bei einem Sturm zerstört, der Wiederaufbau war 1988 vollendet.

## Infrastruktur
Die Gemeinde verfügt über Grundschule, Kindergarten, Schwimmbad und Bibliothek. Es gibt ebenfalls Unterkünfte für Touristen und einen Campingplatz.